# 红豆树小煤炱
红豆树小煤炱（学名：Meliola franciscana）是属于小煤炱目小煤炱科小煤炱属的一种真菌，寄生在红豆属植物上。该种分布于中国、巴西、印度、委内瑞拉、菲律宾等。